# 福勒群島
福勒群島（英語：Fowler Islands），是南極洲的群島，位於葛拉漢地，處於伯納爾群島和布拉格群島之間的克里斯塔爾灣，根據美國探險隊拍攝的空中照片被繪入地圖，現時由南極條約體系管理。